# Susan Tsvangirai
Susan Nyaradzo Tsvangirai (nhũ danh Mhundwa; 24 tháng 4 năm 1958 - 6 tháng 3 năm 2009) là một nhân vật nổi bật trong chính trị Zimbabwe như là một thành viên đáng chú ý của Phong trào đối lập vì Đảng Dân chủ - Tsvangirai (MDC-T), và là vợ của Morgan Tsvangirai, cựu Thủ tướng Zimbabwe. Bà đã được mô tả như là một nhân vật người mẹ của đất nước, cung cấp sức mạnh đằng sau hậu trường.

## Đời sống cá nhân và chính trị
Tsvangirai sinh ngày 24 tháng 4 năm 1958. Bà được nuôi dưỡng trong khu vực Gunde của Quận Buhera, gần Dorowa Minerals.
Tsvangirai gặp người chồng tương lai của mình, Morgan, vào năm 1976 tại Mỏ Trojan Nickel ở Bindura, Rhodesia, nơi ông làm việc như quản đốc. Cô đã đến thăm người chú của mình tại thời điểm cuộc họp của họ. Morgan đã nói với một người bạn vào thời điểm đó, "Đây là cô gái tôi sẽ kết hôn!" Họ kết hôn vào năm 1978 và cặp đôi này có sáu người con trong cuộc hôn nhân của họ, kéo dài trong 31 năm.
Mặc dù Tsvangirai thường tránh được sự chú ý công khai trực tiếp, bà đóng một vai trò quan trọng, thậm chí đôi khi mang tính tượng trưng trong chính trị Zimbabwe. Bà trở thành một trong những nhân vật nổi tiếng nhất trong phong trào MDC-T. Dennis Murira, Giám đốc bầu cử MDC-T, mô tả cô là "một người phụ nữ có tầm quan trọng to lớn đối với đảng, một người phụ nữ đã nhiều lần nỗ lực an ủi một số người trong số chúng tôi là nạn nhân của cuộc đấu tranh này." Những người ủng hộ bà thường hô vang "mẹ, mẹ" tại các cuộc biểu tình và sự kiện. Bà ở lại bên chồng khi Morgan phải đối mặt với tội phản quốc và đánh đập của cảnh sát khi chống đối Tổng thống Robert Mugabe.